# Alexander Konychev
Alexander Konychev (Verona, 25 de julio de 1998) es un ciclista profesional italiano que compite con el Team Vorarlberg.
Su padre Dmitri Konyshev también fue ciclista profesional.

## Trayectoria
Debutó como profesional en 2019 con el Dimension Data for Qhubeka. Ese mismo año logró su primera victoria tras imponerse con la selección italiana sub-23 en L'Étoile d'Or, prueba perteneciente a la Copa de las Naciones UCI. En el mes de agosto ascendió al Dimension Data como stagiaire. Sin embargo, no se quedó en el equipo al año siguiente ya que en octubre se anunció su fichaje por el Mitchelton-Scott para 2020. Allí compitió durante tres temporadas antes de unirse en 2023 al Team Corratec.

## Palmarés
2019
- L'Étoile d'Or

2025
- Tour de Malopolska, más 1 etapa

## Resultados en Grandes Vueltas
| Carrera | Carrera         | 2019 | 2020 | 2021 | 2022 | 2023  | 2024 | 2025 |
| ------- | --------------- | ---- | ---- | ---- | ---- | ----- | ---- | ---- |
|         | Giro de Italia  | —    | —    | —    | —    | 100.º | —    | —    |
|         | Tour de Francia | —    | —    | —    | —    | —     | —    | —    |
|         | Vuelta a España | —    | —    | —    | —    | —     | —    | —    |

—: no participa
Ab.: abandono

## Equipos
- Dimension Data for Qhubeka (2019)
- Dimension Data (stagiaire) (2019)[1]
- Mitchelton/BikeExchange (2020-2022)
  - Mitchelton-Scott (2020)
  - Team BikeExchange (2021)
  - Team BikeExchange-Jayco (2022)
- Team Corratec (2023)
  - Team Corratec (2023)[7]
  - Team Corratec-Selle Italia (2023)[8]
- Team Vorarlberg (2024-)[9]